# Livoneca tenuistylis
Livoneca tenuistylis är en kräftdjursart som beskrevs av Richardson1912. Livoneca tenuistylis ingår i släktet Livoneca och familjen Cymothoidae. Inga underarter finns listade i Catalogue of Life.